# Sansalé
Sansalé è un comune (in francese sous-préfecture) della Guinea, parte della regione di Boké e della prefettura di Boké.